# Equació de Schrödinger

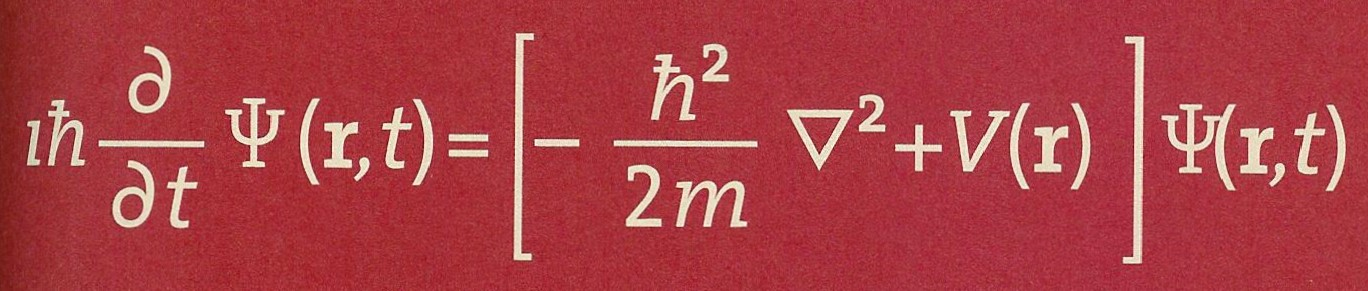
Equació general de Schrödinger.

En física, especialment en mecànica quàntica, l'equació de Schrödinger és una equació que descriu com canvia al llarg del temps l'estat quàntic d'un sistema físic. És tan rellevant per a la mecànica quàntica com ho són les lleis de Newton i el principi de conservació de l'energia per a la mecànica clàssica.
A la interpretació estàndard de la mecànica quàntica, l'estat quàntic, també anomenat funció d'ona o vector d'estat, és la descripció més completa que es pot donar d'un sistema físic. Les solucions a l'equació de Schrödinger descriuen sistemes atòmics i subatòmics, electrons i àtoms, però també sistemes macroscòpics, i possiblement l'Univers sencer. Aquesta equació rep el nom del seu descobridor, el físic austríac Erwin Schrödinger que la publicà el 1926.
| {\displaystyle i\hbar {\frac {\partial }{\partial t}}\psi ({\vec {r}},\,t)=-{\frac {\hbar ^{2}}{2m}}\nabla ^{2}\psi ({\vec {r}},\,t)+V({\vec {r}})\psi ({\vec {r}},\,t)} |

on

Funció d'ona en dues dimensions.

- {\displaystyle \psi ({\vec {r}},t)} és la funció d'ona, que determina l'amplitud de probabilitat per a diferents espais de configuració del sistema, depèn del vector posició {\displaystyle {\vec {r}}=x{\vec {i}}+y{\vec {j}}+z{\vec {k}}} i del temps {\displaystyle t},
- {\displaystyle i={\sqrt {-1}}},
- {\displaystyle \hbar } és la constant de Planck reduïda ({\textstyle \hbar =h/2\pi =1,055\times 10^{-34}Js}), que pot ser igualada a la unitat quan s'utilitzen unitats naturals,
- {\displaystyle {\hat {H}}} és l'operador lineal hamiltonià del sistema que, aplicat a la funció d'ona, proporciona l'energia del sistema (el primer terme proporciona l'energia cinètica i el segon l'energia potencial elèctrica):[3]

{\displaystyle {\hat {H}}=-{\frac {\hbar ^{2}}{2m}}\nabla ^{2}+V(x,y,z)=-{\frac {\hbar ^{2}}{2m}}{\biggl (}{\partial ^{2} \over \partial x^{2}}+{\partial ^{2} \over \partial y^{2}}+{\partial ^{2} \over \partial z^{2}}{\biggr )}+V(x,y,z)}on:
- {\displaystyle m} és la massa de la partícula,
- {\displaystyle V(x,y,z)} és l'energia potencial elèctrica de la partícula estudiada dins d'un camp elèctric,
- {\displaystyle \nabla ^{2}} és l'operador laplacià.[3]

L'equació de Schrödinger pot convertir-se matemàticament en una matriu mecànica de Heisenberg i també en la formulació de la integral de camí de Feynman. La descripció que l'equació fa del temps no és convenient per a les teories relativístiques, un problema que no és greu a la formulació de Heisenberg i que no es presenta a la formulació de la integral de camí.

## Història

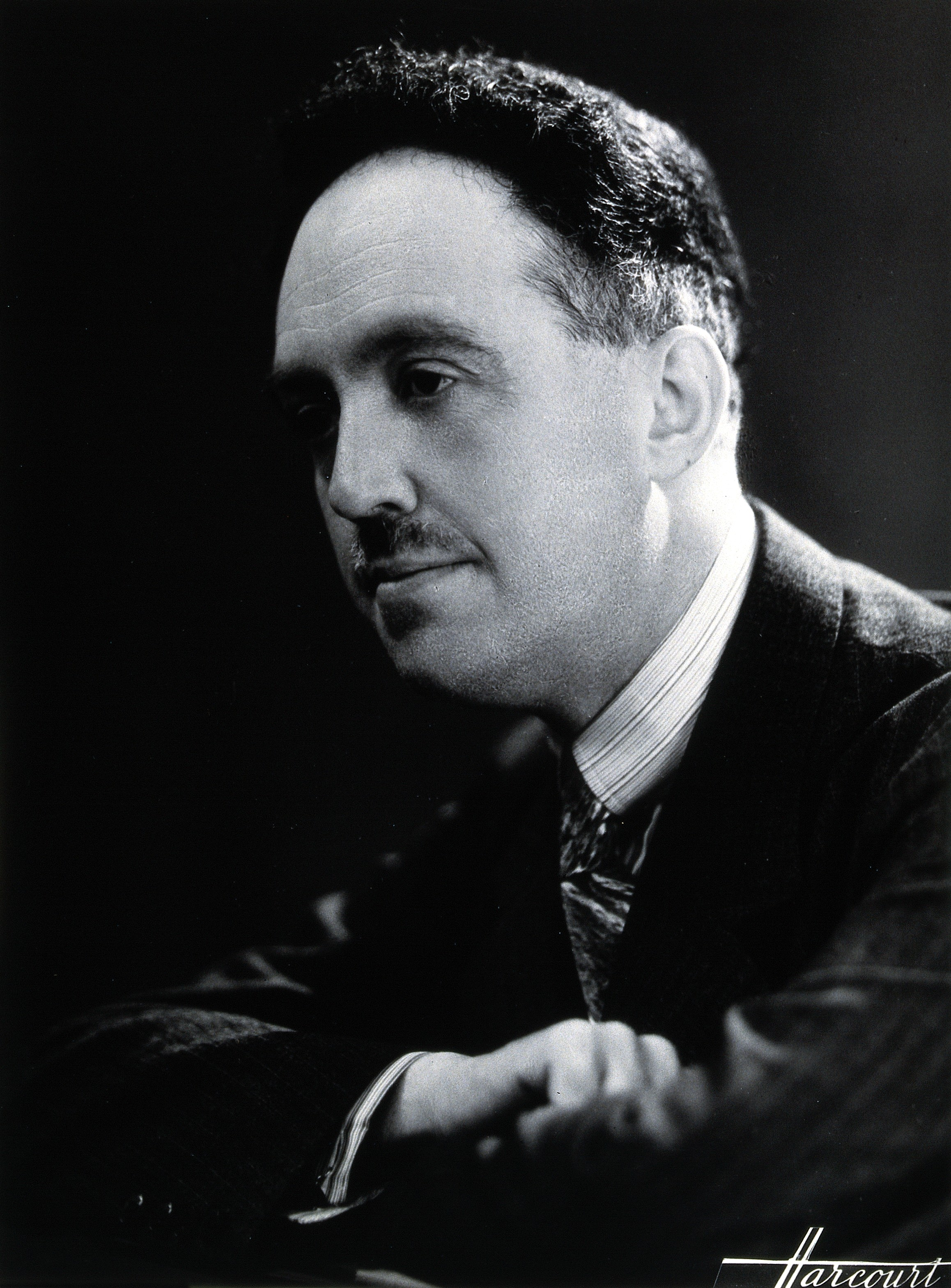
Louis Victor Pierre Raymond, Duc de Broglie.

El físic alemany Albert Einstein (1879-1955), el 1905, interpretà la radiació electromagnètica formada per paquets d'energia, anomenats posteriorment fotons, seguint la quantització de l'energia introduïda pel físic alemany Max Planck (1858-1947) el 1900. Proposà que l'energia d'un fotó és proporcional a la seva freqüència {\textstyle E=h\nu }, essent la constant de proporcionalitat la constant de Planck {\displaystyle h}. Aquesta interpretació permet explicar fenòmens que no es poden explicar suposant que la radiació electromagnètica té naturalesa ondulatòria, com ara l'efecte fotoelèctric. Tanmateix, fenòmens com les interferències o la difracció requereixen una interpretació ondulatòria de la radiació, per la qual cosa es considera que la radiació electromagnètica té una naturalesa dual, el que s'anomena dualitat ona-corpuscle.
Per altra banda, el físic francès Louis Victor de Broglie (1892-1987) proposà el 1924 a la seva tesi doctoral generalitzar la dualitat ona-corpuscle, aleshores només aplicada a la radiació electromagnètica, a les partícules, demostrant que la longitud d'ona de l'ona d'una partícula {\displaystyle \lambda } havia de complir que {\textstyle \lambda =h/p}, on {\displaystyle p} és la quantitat de moviment o moment lineal de la partícula. La hipòtesi de De Broglie implicava que els electrons havien de produir interferències com la llum, cosa que fou verificat el 1927 amb l'experiment de Davisson-Germer.

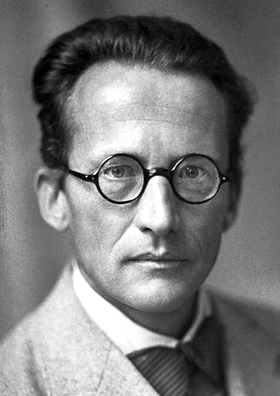
Erwin Schrödinger.

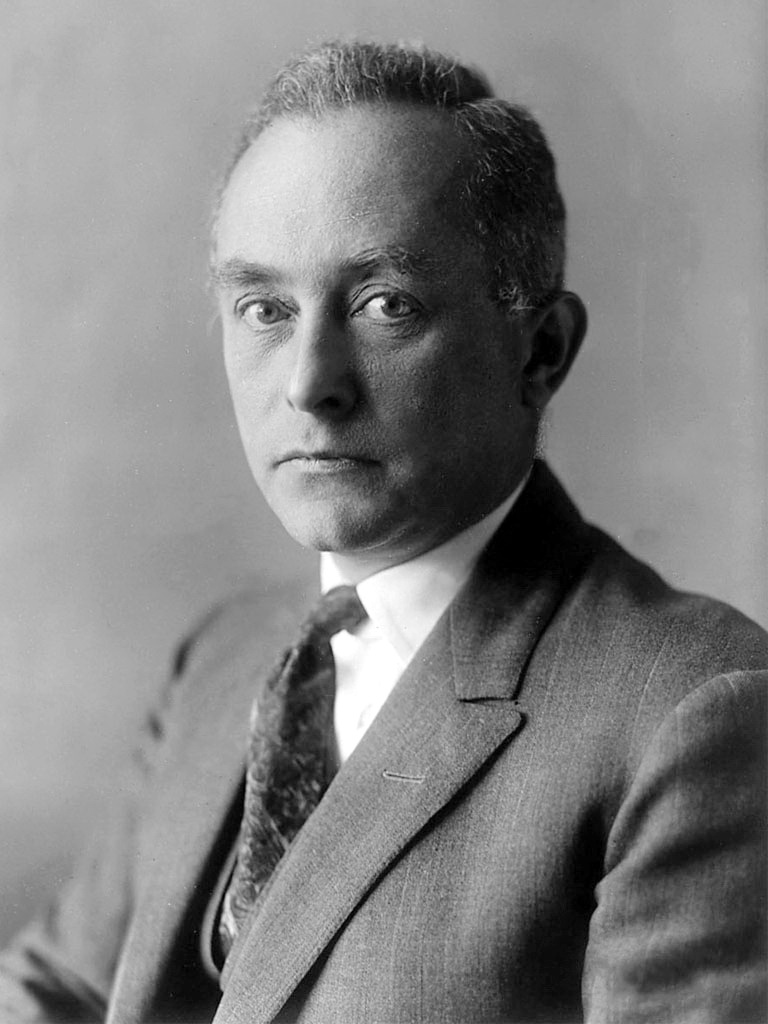
Max Born.

La tesi doctoral de De Broglie creà molta expectació en els cercles de la física europea. Poc després de ser publicada a la tardor de 1925, el físic neerlandès Peter Debye (1884-1966), catedràtic de física teòrica a l'Escola Federal Politècnica de Zúric (ETH) i successor d'Einstein, demanà al físic austríac Erwin Schrödinger (1887-1961) aleshores Cap del Departament de Física Teòrica la veïna Universitat de Zúric, que fes un seminari sobre el treball de De Broglie. Schrödinger realitzà una presentació molt acurada amb una ona unidimensional dins d'un cercle, però al final Debye comentà que considerava tota la teoria bastant infantil: per què una ona hauria de confinar-se en un cercle a l'espai? No era com si el cercle fos una corda circular onejant; les ones reals a l'espai es difractaven i es difonien, de fet, obeïen equacions d'ona tridimensionals, i això era el que es necessitava. Schrödinger ho entengué com un repte, i anà unes setmanes a Arosa, als Alps, on treballà en el problema i elaborà la seva equació. Seguint les idees precedents, Schrödinger decidí de cercar una equació d'ona per a l'electró a l'àtom. Es guià per l'analogia entre mecànica i òptica proposada pel físic irlandès William Rowan Hamilton (1805-1865), segons la que en el límit, a una longitud d'ona zero, un sistema òptic s'assemblaria a un sistema mecànic, la trajectòria dels raigs de llum seguirien els principi de Fermat. Schrödinger obtingué una equació que havien de complir les ones de matèria. Amb ella calculà les línies espectrals per a l'hidrogen tractant l'electró carregat negativament com una ona, {\textstyle \psi ({\vec {r}},t)}, movent-se a un pou quàntic creat per un protó (carregat positivament). Aquest càlcul reproduïa els nivells d'energia del model atòmic de Bohr i els valors experimentals dels espectres.
L'equació de Schrödinger explica el comportament de {\displaystyle \psi }, però no explica el que és {\displaystyle \psi }. Schrödinger tractà infructuosament d'interpretar-la com a densitat de càrrega. Tanmateix, el 1926, pocs dies després de la publicació del darrer article de Schrödinger, el físic alemany Max Born (1882-1970) interpretà {\displaystyle \psi } com una amplitud de probabilitat, que avui dia és la interpretació estàndard i que li valdria el Premi Nobel de Física el 1954. Schrödinger s'oposà sempre, igual que Einstein, a una aproximació estadística o probabilística perquè comportaria el col·lapse de la funció d'ona, i mai acceptà la interpretació de Copenhaguen que proposaren el físic danès Niels Bohr (1885-1962) i els alemanys Max Born i Werner Heisenberg (1901-1976).

## Aproximació a l'equació de Schrödinger
Encara que l'equació de Schrödinger no es pot derivar d'altres principis, es pot demostrar que és consistent amb els experiments. La prova més vàlida d'un model és si descriu fidelment el món real. La naturalesa ondulatòria de l'electró fou clarament demostrada a l'experiment de Davisson-Germer i altres. A partir de l'expressió per a una ona de propagació en una dimensió, es pot fer la connexió amb l'equació de Schrödinger. Aquest procés fa ús de la fórmula de Broglie entre la longitud d'ona i el moment lineal, i la fórmula de Planck entre la freqüència i l'energia.
Una equació d'ona és una equació diferencial en derivades parcials que descriu la propagació d'una ona. Matemàticament, s'expressa com:
{\displaystyle {\partial ^{2}\psi  \over \partial t^{2}}=c^{2}{\vec {\nabla }}^{2}\psi }on {\displaystyle \psi } és una funció del temps {\displaystyle t} i de la posició {\displaystyle {\vec {r}}} que descriu alguna magnitud de l'ona, {\textstyle \nabla ^{2}={\partial ^{2} \over \partial x^{2}}+{\partial ^{2} \over \partial y^{2}}+{\partial ^{2} \over \partial z^{2}}} és l'operador laplacià nabla quadrat i {\displaystyle c} és una constant, que és igual a la velocitat de propagació de l'ona. En el cas més general, {\displaystyle c} pot dependre de la freqüència i de l'amplitud de l'ona. Per a ones electromagnètiques {\displaystyle c} és la velocitat de la llum i {\displaystyle \psi } el camp elèctric i la inducció magnètica (dues ones lligades).
Les solucions d'aquestes equacions d'ona són les funcions {\displaystyle \psi } que depenen de la posició {\displaystyle {\vec {r}}} i del temps {\displaystyle t}. El fet que es repeteixin els seus valors de forma periòdica en l'espai i el temps fa que s'escriguin emprant sinus o cosinus d'una altra funció {\displaystyle \theta }. La forma més adient pels càlculs posteriors és la fórmula d'Euler, on {\displaystyle i={\sqrt {-1}}}:

(1){\displaystyle \psi ({\vec {r}},t)=e^{\pm i\theta }=\cos \theta \pm i\sin \theta }

Per a una ona unidimensional que es desplaça d'esquerra a dreta sobre l'eix X, amb longitud d'ona {\displaystyle \lambda }, freqüència {\displaystyle \nu } i període {\displaystyle T}, aquesta funció es pot escriure com: {\textstyle \theta ={\tfrac {2\pi x}{\lambda }}-{\tfrac {2\pi t}{T}}={\tfrac {2\pi x}{\lambda }}-2\pi \nu t}, de manera que queda:

(2){\displaystyle \psi (x,t)=e^{-2\pi i{\bigl (}{\tfrac {x}{\lambda }}-{\tfrac {t}{\nu }}{\bigr )}}}

Emprant la relació de Planck de l'energia i la freqüència {\textstyle E=h\nu }, es pot substituir la freqüència per {\displaystyle \nu =E/h}; i emprant la longitud d'ona de De Broglie {\textstyle \lambda =h/p}, es pot posar la longitud d'ona en funció del moment lineal {\displaystyle 1/\lambda =p/h}. També es pot simplificar substituint {\displaystyle h/2\pi \equiv \hbar }:

(3){\displaystyle \psi (x,t)=e^{-2\pi i{\bigl (}{\frac {x}{\lambda }}-\nu t{\bigr )}}=\exp {\biggl [}-2\pi i{\biggl (}{\frac {px}{h}}-{\frac {Et}{h}}{\biggr )}{\biggr ]}=\exp {\biggl [}-i{\biggl (}{\frac {px}{\hbar }}-{\frac {Et}{\hbar }}{\biggr )}{\biggr ]}}

Si es deriva l'equació (3) respecte del temps {\displaystyle t}, hom obté:

(4){\displaystyle {\partial \psi  \over \partial t}=-{\frac {iE}{\hbar }}\exp {\biggl [}{-i(px-Et) \over {\hbar }}{\biggr ]}=-{\frac {iE}{\hbar }}\psi (x,t)}

o, reordenant i racionalitzant:

(5){\displaystyle i\hbar {\partial \psi  \over \partial t}=E\psi (x,t)}

Si hom deriva dues vegades l'equació (3) respecte de {\displaystyle x} queda:

(6){\displaystyle {\partial ^{2}\psi  \over \partial x^{2}}=-{\frac {p^{2}}{\hbar ^{2}}}\exp {\biggl [}{-i(px-Et) \over {\hbar }}{\biggr ]}=-{\frac {p^{2}}{\hbar ^{2}}}\psi (x,t)}

En aquest cas d'una ona que es mou per l'espai en la direcció de l'eix X tota l'energia és energia cinètica que es pot posar en funció del moment lineal d'una partícula {\displaystyle p=mv}:

(7){\displaystyle E={\tfrac {1}{2}}mv^{2}={\frac {1}{2}}{\frac {p^{2}}{m}}={\frac {p^{2}}{2m}}}

L'equació de l'energia (5) queda ara en funció del moment lineal i es pot relacionar amb l'equació (6) i eliminar el moment lineal:

(8){\displaystyle i\hbar {\partial \psi  \over \partial t}={\frac {p^{2}}{2m}}\psi (x,t)}

(9){\displaystyle i\hbar {\partial \psi  \over \partial t}=-{\frac {\hbar ^{2}}{2m}}{\frac {\partial ^{2}\psi }{\partial x^{2}}}}

L'equació (9) és per una partícula lliure, no sotmesa a cap camp de forces. En el cas d'estar dins d'un camp de forces, com ara un camp elèctric, l'energia total és la suma de l'energia cinètica més l'energia potencial {\displaystyle V(x)}:

(10){\displaystyle E={\frac {p^{2}}{2m}}+V(x)}

(11){\displaystyle i\hbar {\partial \psi (x,t) \over \partial t}=-{\frac {\hbar ^{2}}{2m}}{\biggl [}{\frac {\partial ^{2}}{\partial x^{2}}}+V(x){\biggr ]}\psi (x,t)}

L'equació (11) és l'equació de Schrödinger depenent del temps en una dimensió. Si s'estén a les tres dimensions de l'espai, emprant coordenades cartesianes {\displaystyle (x,y,z)}, s'escriu:

(12){\displaystyle i\hbar {\partial \psi ({\vec {r}},t) \over \partial t}=-{\frac {\hbar ^{2}}{2m}}{\biggl [}{\frac {\partial ^{2}}{\partial x^{2}}}+{\frac {\partial ^{2}}{\partial y^{2}}}+{\frac {\partial ^{2}}{\partial z^{2}}}+V({\vec {r}}){\biggr ]}\psi ({\vec {r}},t)}

Aquesta equació s'anomena equació de Schrödinger dependent del temps i s'aplica posant l'expressió de l'energia potencial elèctrica amb la qual cosa queda una equació diferencial de derivades parcials que s'ha de resoldre. Les solucions seran les anomenades funcions d'ona, les expressions que contenen tota la informació de les partícules dins del camp de forces, com el cas d'un electró en un àtom.
L'equació (12) prediu que les funcions d'ona poden formar ones estacionàries, anomenades estats estacionaris (també anomenats orbitals com els orbitals atòmics o moleculars). L'equació de Schrödinger independent del temps és l'equació que descriu els estats estacionaris, però continua depenent del temps. Es pot obtenir substituint el terme de l'esquerra de l'equació (12) pel terme de la dreta de l'equació (5):

(13){\displaystyle E\psi ({\vec {r}},t)=-{\frac {\hbar ^{2}}{2m}}{\biggl [}{\frac {\partial ^{2}}{\partial x^{2}}}+{\frac {\partial ^{2}}{\partial y^{2}}}+{\frac {\partial ^{2}}{\partial z^{2}}}+V({\vec {r}}){\biggr ]}\psi ({\vec {r}},t)=-{\frac {\hbar ^{2}}{2m}}\nabla ^{2}\psi ({\vec {r}},t)+V({\vec {r}})\psi ({\vec {r}},t)}

Que es pot posar en funció de l'operador hamiltonià:

(14){\displaystyle {\hat {H}}\psi ({\vec {r}},t)=E\psi ({\vec {r}},t)}

## Generalització relativista
La generalització de l'equació en el domini relativista va portar a l'equació de Klein-Gordon i després a l'equació de Dirac. Aquesta darrera va establir de manera natural l'existència de l'espín i de les antipartícules. Tanmateix, no hi ha cap interpretació totalment coherent d'aquestes equacions d'ona relativistes dins del marc d'una teoria que descrigui una partícula, aquest marc per la teoria quàntica relativista seria la teoria quàntica de camps.